# Insulele Auckland

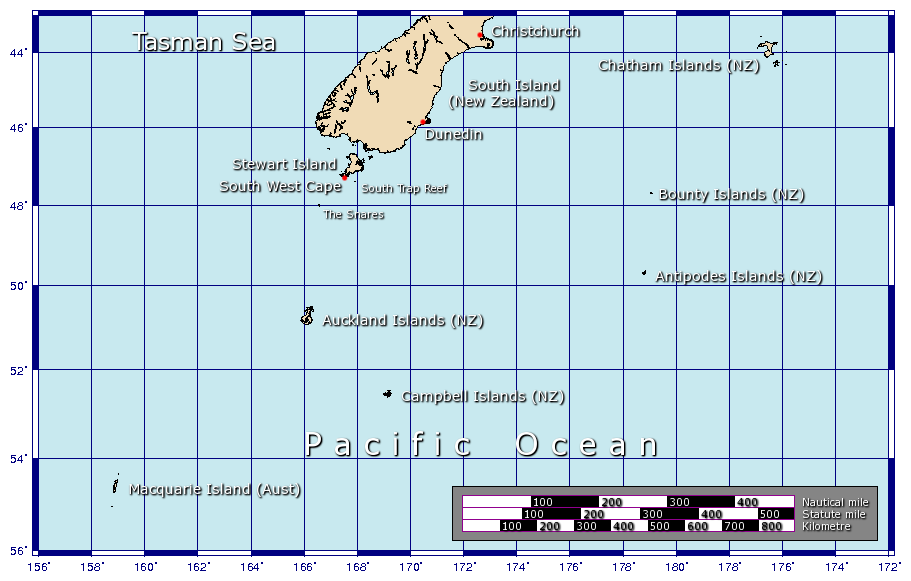
Situare geografică

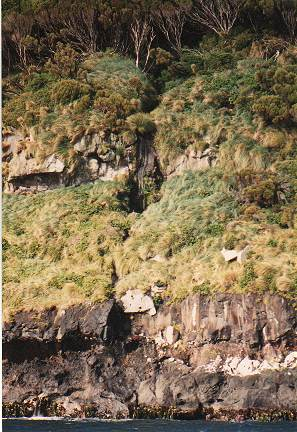
Coasta sud din Insula Principală

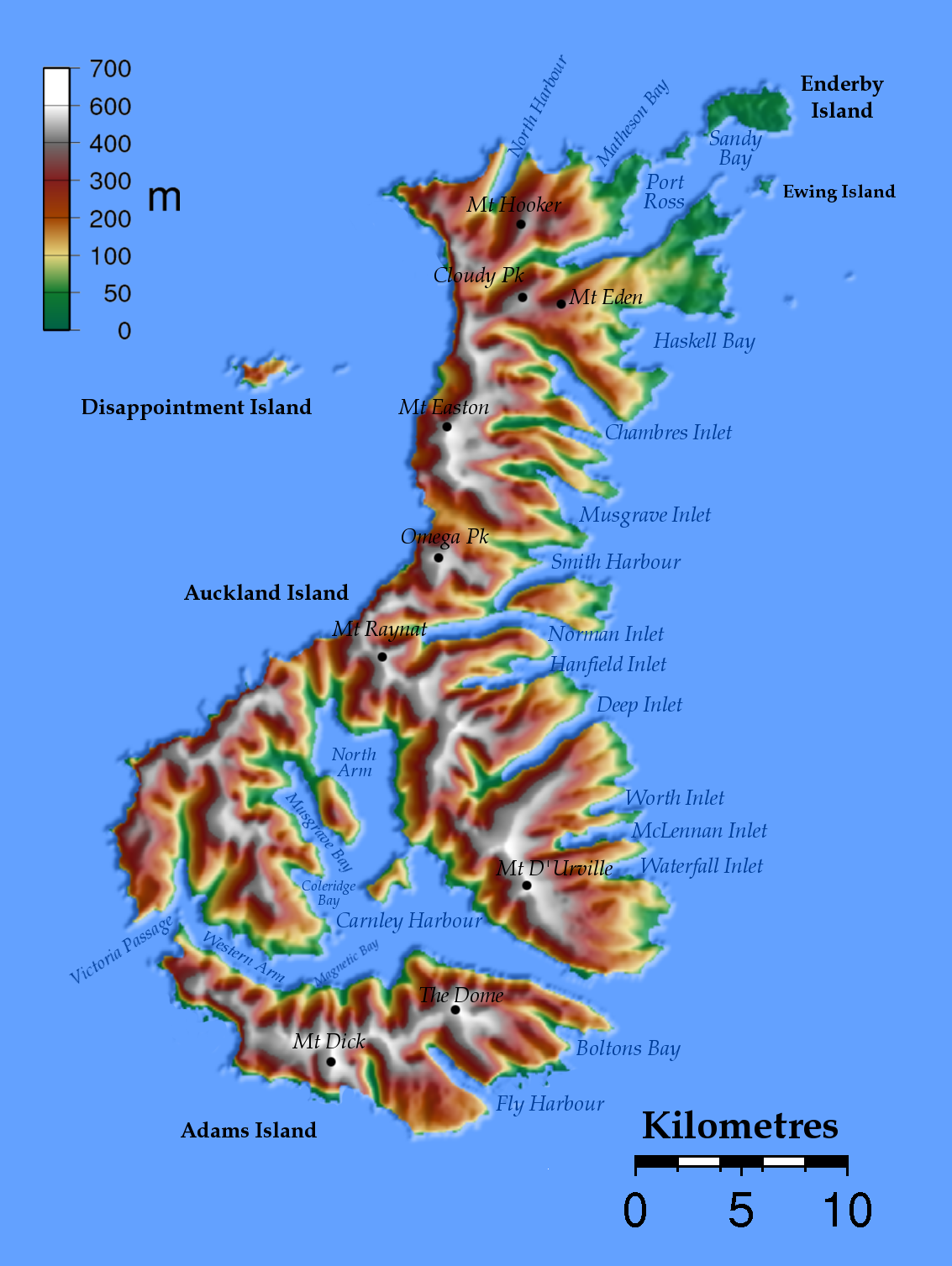
Harta topografica a Insulelor auckland

Insulele Auckland (în engleză Auckland Islands) 50°42′S 166°5′E / 50.700°S 166.083°E formează Insulele antartice și subantartice din Noua Zeelandă. Se găsesc la 465 km de Insula de Sud.

## Lista de insule și roci
- Insula Adams
- Rocile Adams
- Roca Amherst
- Roca Archer
- Insula Auckland 50°42′S 166°05′E / 50.700°S 166.083°E
- Roca Beacon
- Roca Blanche
- Roca Chapel
- Rocile Column
- Roca Compadre
- Insula Davis
- Insula Disappointment
- Insula Dundas
- Insula Enderby
- Insula Ewing
- Insula Fabulous
- Figure of Eight I
- Roca Five Sisters
- Insula Frenchs
- Insula Friday
- vGreen
- Roca Invercauld
- Lantern Rocks
- Insula Masked
- Insula Monumental
- Insula Ocean
- Roca Pillar
- Rocile Pinnacle
- Insula Rose
- Roca Shag
- Insula Shoe (Isla Shoe
- Rocile Sugar Loaf
- Insula Yule